# جانيت ليونارد غيلدر
جانيت ليونارد غيلدر (بالإنجليزية: Jeannette Leonard Gilder)‏ (3 أكتوبر 1849 في الولايات المتحدة - 17 يناير 1916)؛ ناقدة، كاتِبة، صحفية وروائية أمريكية.

## روابط خارجية
- جانيت ليونارد غيلدر على موقع الموسوعة البريطانية (الإنجليزية)
- جانيت ليونارد غيلدر على موقع قاعدة بيانات برودواي على الإنترنت (الإنجليزية)